# NGC 2296
NGC 2296 est une nébuleuse par réflexion située dans la constellation du Grand Chien. Cette nébuleuse a été découverte par l'astronome américain Lewis Swift en 1887. Cette nébuleuse a aussi été observée par l'astronome français Guillaume Bigourdan le 9 mars 1890 et elle a été ajoutée plus tard à l'Index Catalogue sous la cote IC 452.
Malgré le fait que NGC 2296 figure dans des catalogues de galaxies, comme le PGC et le MCG, il est maintenant établi que c'était une erreur. Selon toutes les références consultées, NGC 2296 est clairement à l'intérieur de la Voie lactée et il s'agit d'une nébuleuse par réflexion.